# Pondok Jagung Timur
Pondok Jagung Timur is een bestuurslaag in het regentschap Tangerang Selatan van de provincie Banten, Indonesië. Pondok Jagung Timur telt 17.435 inwoners (volkstelling 2010).